# Parafia greckokatolicka Opieki Matki Bożej w Kołobrzegu
Parafia greckokatolicka pw. Opieki Matki Bożej w Kołobrzegu – parafia greckokatolicka w Kołobrzegu. Parafia należy do eparchii wrocławsko-koszalińskiej i znajduje się na terenie dekanatu koszalińskiego.

## Historia parafii
Parafia Greckokatolicka pw. Opieki Matki Bożej funkcjonuje od 1978 r., księgi metrykalne są prowadzone od roku 1979.

## Świątynia parafialna
Cerkiew greckokatolicka znajduje w Kołobrzegu przy ul. Szpitalnej 1, poświęcona 25 maja 1996.

## Duszpasterstwo
Kapłani pochodzący z parafii: 
- o. Marek Skórka OSBM